# Secretos (película de 2008)
Secretos es una película chilena del 2008 dirigida por Valeria Sarmiento.

## Sinopsis
Tras largas décadas de exilio, un exmilitante izquierdista vuelve a Chile a saldar cuentas con su conciencia, relacionadas con la muerte de un compañero y héroe político. La tarea de Atalibar (Sergio Hernández) es revelar su secreto. Pero su mirada chocará con el país actual, descreído, lejos de las antiguas ideologías y donde todos -incluso sus viejos colegas- han cambiado. De esta forma se van entrelazando las historias de los personajes, en la cual otras personas esconden secretos que causan algunos enredos y que se van desatando, en donde también se descubren ciertas mentiras. La intención de esta película es mostrar la realidad actual de Chile, en la cual se desarrolla todo entre engaños y traiciones, aunque también hay algunas situaciones que no tendrán ninguna importancia dentro de la película.

## Posproducción
La cinta obtuvo financiamiento del Fondo de Fomento Audiovisual 2007 por $111.112.145 para su rodaje y posproducción.
La creadora de esta nueva cinta chilena, ha definido su producción como una “comedia negra”, con una estética que resalta “el color local”, que por primera vez podrán apreciarla todos los sectores de la población, debido al nuevo recurso que se utiliza en ella, lo que de cierta forma llama la atención, para aquellas personas que por años no han podido asistir a ver películas nacionales, lo que sería muy importante integrarla en las próximas producciones cinematográficas.

## Reparto
| Actriz/Actor        | Personaje               |
| ------------------- | ----------------------- |
| Claudia Di Girolamo | Amelia                  |
| Sergio Hernández    | Atalibar "Traidor" Leal |
| Marcial Edwards     | Gastón                  |
| Álvaro Espinoza     |                         |
| Max Corvalán        |                         |
| Francisco Reyes     | Dr. Gregorio Liborio    |
| José Ubera          |                         |
| Gonzalo Gajardo     |                         |
| Chamila Rodríguez   | Maribel Ortíz           |
| Marcelo Alonso      | Juez Radomiro Topic     |
| Luis Alarcón        |                         |
| Carla Cristi        |                         |
| Elías Cohen         |                         |
| Taira Court         |                         |
| Rodrigo Pérez       |                         |
| Catalina Saavedra   |                         |
| Carolina Cerda      |                         |
| Alfredo Castro      |                         |
| Pedro Vicuña        |                         |
| Amparo Noguera      | Jueza Vilma             |
| Valentina Muhr      |                         |
| Héctor Aguilar      |                         |
| Andrea Freund       |                         |
| César Arredondo     | ex-Torturador           |
| Sebastián Layseca   |                         |
| Carlos Ugarte       |                         |
| Marcela Osorio      |                         |
| Andrés Oyarzún      |                         |
| Gaspar Henríquez    |                         |

## Estreno
| País  | Fecha                |
| ----- | -------------------- |
| Chile | 9 de octubre de 2008 |

## Trivia
- Fue la primera película chilena financiada por el Estado que se vio obligada a ser expuesta con subtítulos en castellano para sordos en algunos cines de Chile.

## Lugares de Filmación
- Chile